# Aia (Guipuscoa)
Pour les articles homonymes, voir Aia.
Aia en basque ou Aya en espagnol est une commune du Guipuscoa dans la communauté autonome du Pays basque en Espagne.
La commune fait partie de l'Eurocité basque Bayonne - San Sebastian.
Il s'agit d'une extension municipale rurale située près de la côte. Sur son territoire se trouve le parc floral de Pagoeta.

## Géographie
Le territoire municipal s'étend sur 56 km², limité au nord par Orio et Zarautz. À l'est par Usurbil, Zizurkil et Asteasu, au sud-est par Errezil et à l'ouest par Zestoa. Le territoire de Aia est en forme de cœur et une petite sortie vers la mer.

## Quartiers
Aia est une municipalité formée par un noyau principal qu'est le village d'Aia (450 habitants) et de nombreux autres quartiers dispersés sur son territoire municipal qui s'assimilent a de petites aldea (localités).
On peut considérer que Aia a onze quartiers, auquel il faut ajouter le bourg principal.
- Kaskoa (Quartier principal).
- Altzola: Est une paroisse. 11 habitants. Carte.
- Andatza ou San Pedro: 249 habitants. Carte
- Arratola Aldea: 38 habitants. Carte
- Arrutiegia: 106 habitants. Carte
- Elkano: 100 habitants. le quartier est partagé avec Zarautz.Carte
- Etxetaballa: 45 habitants. Carte
- Iruretaegia: 97 habitants. Carte
- Kurpidea: 59 habitants. Carte
- Laurgain: 78 habitants. Carte
- Olaskoegia: 202 habitants. Carte
- Santio Erreka: 254 habitants. Carte
- Urdaneta: 78 habitants. Carte

## Démographie
| 1860  | 1900  | 1910  | 1920  | 1930  | 1940  | 1950  | 1960  | 1970  | 1981  | 1991  | 2006  |
| ----- | ----- | ----- | ----- | ----- | ----- | ----- | ----- | ----- | ----- | ----- | ----- |
| 2.529 | 2.261 | 2.375 | 2.273 | 2.391 | 2.446 | 2.633 | 2.582 | 2.381 | 1.930 | 1.659 | 1.773 |

## Personnages liés à la commune
- José Joaquín de Arrillaga: Gouverneur par intérim des Californies comprenant la Basse-Californie, la Basse-Californie-du-Sud et la Californie (États-Unis) de 1792 à 1794, Gouvernor de Las Californias de 1800 à 1804 et Gouverneur de la Haute-Californie de 1804 à 1814.

### Sources
- (es) Cet article est partiellement ou en totalité issu de l’article de Wikipédia en espagnol intitulé « Aya » (voir la liste des auteurs).